# Steinbruch Leimen (Natur- und Vogelschutzgebiet)
Steinbruch Leimen ist ein Naturschutzgebiet mit der Schutzgebietsnummer 2191 und ein EU-Vogelschutzgebiet (SPA-Gebiet) mit der Schutzgebietsnummer 6618-401 im Rhein-Neckar-Kreis und im Stadtkreis Heidelberg in Baden-Württemberg. Die beiden Schutzgebiete sind deckungsgleich.

## Kenndaten
Das Naturschutzgebiet entstand am 10. Oktober 1995 durch Verordnung des Regierungspräsidiums Karlsruhe. Diese Verordnung wurde im Gesetzblatt für Baden-Württemberg am 20. Oktober 1995 veröffentlicht und trat danach in Kraft. Das SPA-Gebiet wurde 2001 eingerichtet und mit Verordnung vom 5. Februar 2010 durch das Ministerium für Ernährung und Ländlichen Raum festgelegt. 

## Lage
Das Gebiet liegt rund 600 Meter nordöstlich der Innenstadt von Leimen in Richtung des Heidelberger Stadtteils Emmertsgrund. Es grenzt westlich und östlich an das Landschaftsschutzgebiet Nr. 2.26.048 Bergstraße-Süd und im Norden an das LSG 2.21.001 Bergstraße-Mitte. Es gehört vollständig zum FFH-Gebiet Nr. 6518-311 Steinachtal und Kleiner Odenwald. Außerdem gehört es zum Naturpark Neckartal-Odenwald. Der Steinbruch Leimen liegt im Naturraum 226-Bergstraße innerhalb der naturräumlichen Haupteinheit 22-Nördliches Oberrheintiefland.

## Schutzzweck
Wesentlicher Schutzzweck ist gemäß Schutzgebietsverordnung die Erhaltung und Förderung
- eines Muschelkalksteinbruches mit einem Stollensystem als Lebensraum verschiedener, in großer Individuenzahl vorkommender Fledermausarten, denen das Schutzgebiet nicht nur als Sommer- und Winterquartier, sondern auch als Basis zum Austausch mit anderen Lebensräumen, z. B. dem Heidelberger Schloß dient;
- zeitweise bis dauernd wasserführender Gewässer als aquatischer Lebensraum, insbesondere für seltene, vom Aussterben bedrohte Amphibienarten wie der Wechselkröte und der Gelbbauchunke sowie als Standort seltener und bedrohter Pflanzenarten;
- eines einzigartigen Mosaiks, unterschiedlicher, sich ergänzender und vernetzter Lebensräume auf kleiner Fläche, insbesondere von Felswänden, Trocken- und Magerrasen, Säumen und Gebüschen, für zahlreiche bedrohte Tier- und Pflanzenarten.